# Eixugacabells

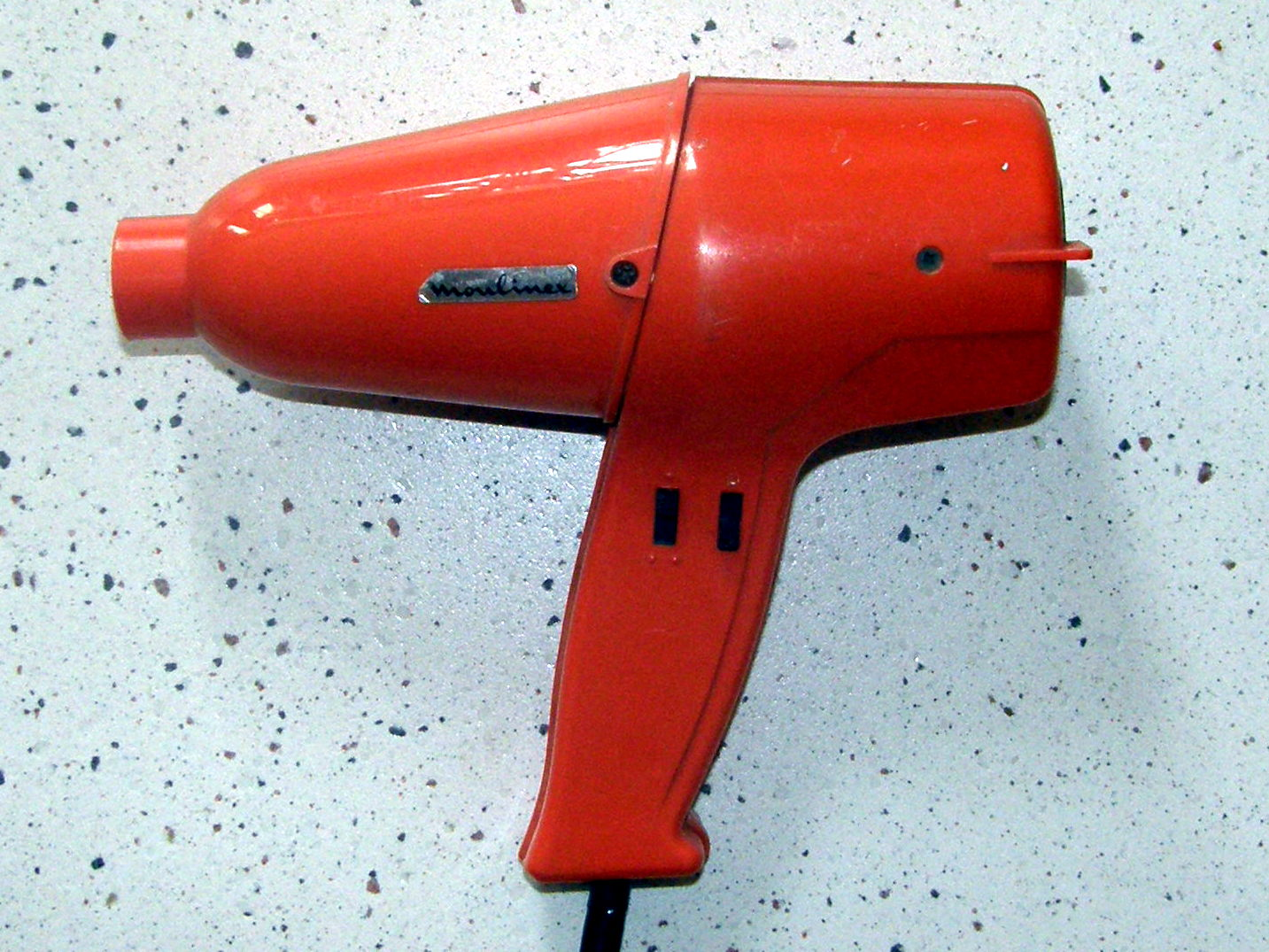
El Moulinex de 1975, primer en forma de foradora

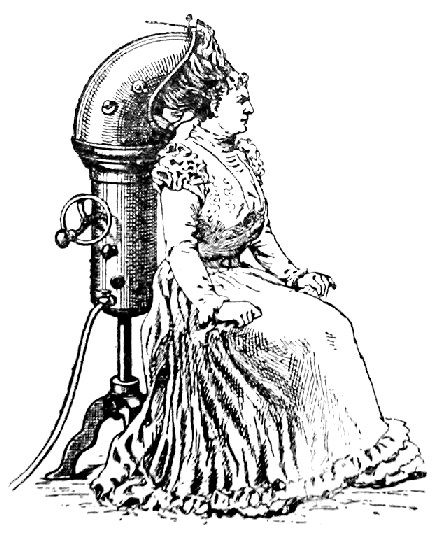
Un assecador vers 1990

Un eixugacabells, eixugador de mà, assecador de mà o assecador de cabells és un petit electrodomèstic dissenyat per expulsar aire calent o fred sobre els cabells mullats, per tal d'accelerar l'evaporació de l'aigua i eixugar els cabells.

## Història

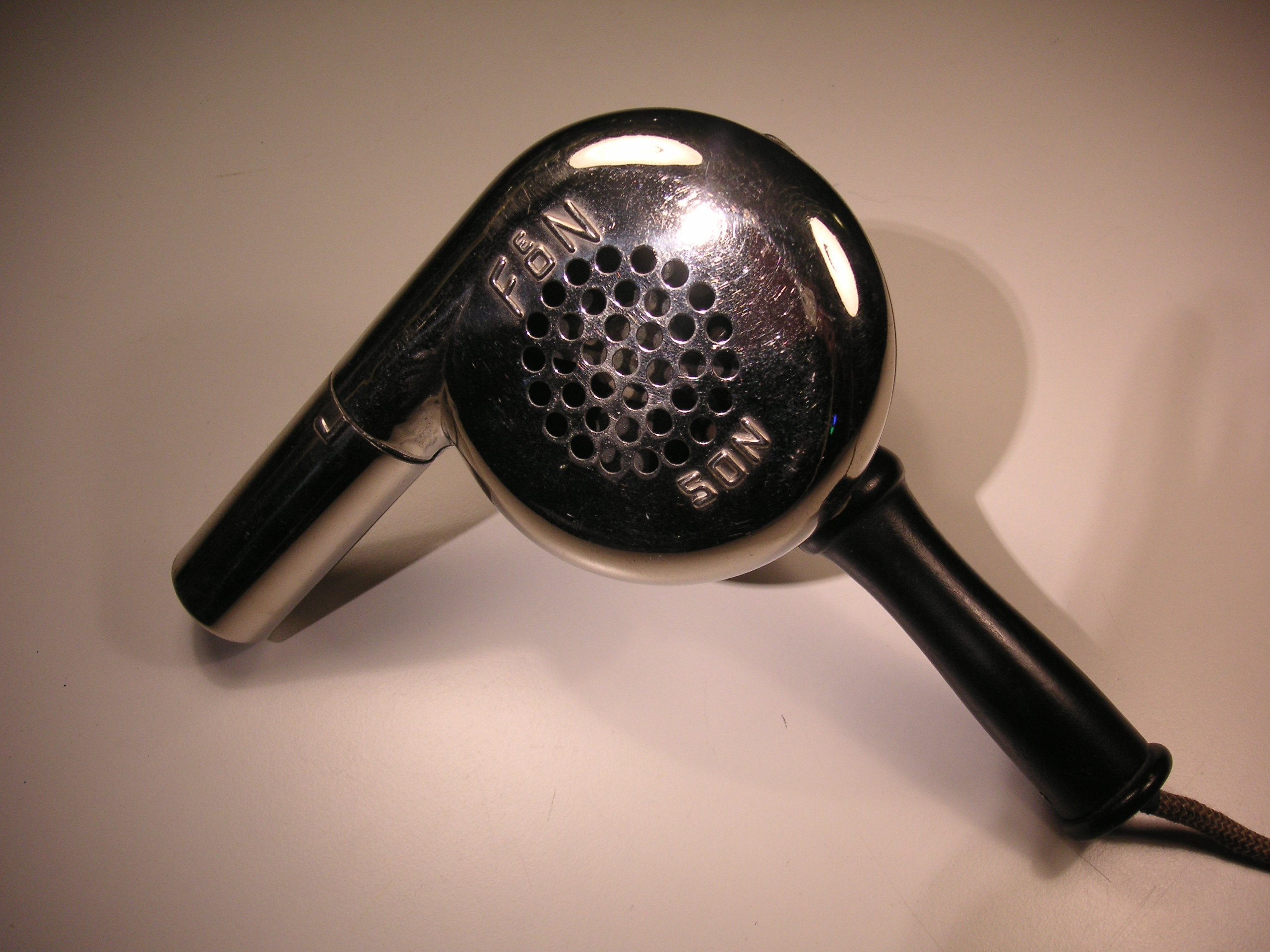
Model de 1946

El 1888, el perruquer francès Alexandre-Ferdinand Godefroy el que es pot considerar com l'antecessor de l'eixugacabells al seu saló de bellesa a Saint Louis (Missouri). Era un èquip voluminós connectat amb una estufa a gas que conduïa aire calent per convecció –sense ventilador– en un llarg tub.
Al sector relativament jove dels electrodomèstics els fabricants es trobaven davant el repte de combinar un ventilador motoritzat amb una font de calor tot i minvar el risc d'electrocució per al seu ús en un context humit o de crema dels cabells. Vers 1900, la companyia alemanya AEG va llançar un aixecador elèctric. Fet de metal amb mànega de fusta, era voluminós i pesat, i a més en sortia aire a 90 °C. L'armenià Gabriel Kazanjian va depositar una patent per un eixugador protàtil el 1911. Als anys 20 del segle XX surten els altres patents per a ginys amb ventilació, primer com un accessori que s'havia de posar a la sortida de l'aspiradora. A França, l'enginyer Léon Thouillet, fundador de la companyia Calor (avui Groupe SEB) va llançar un aixecador el 1926. L'anomenava «dutxa d'aire fred i calent».
Des dels anys 1950 l'arribada de les matèries plàstiques va permetre la fabricació de ginys més lleugers. Els motor van esdevenir més lleugers i compactes, i es va facilitar la regulació de la temperatura o la velocitat de l'aire i s'afegeixen tota mena d'accessoris per donar diferents formes al pentinat. Per a l'ús professional es produeixen models especials amb motor de llarga durada i més potència. La securitat igualment es va millorar, amb protecció tèrmica, dople aïllant. Des del 1962, l'empresa catalana Taurus va començar la seva fabricació a Oliana, empresa que amb el temps va esdevenir el Taurus Group multinacional.

## Normativa
Pel seu ús freqüent en banys i dutxes, l'equip té un risc major d'accidents quan cau a l'aigua. Els eixugacabells són sotmesos a la norma general dels de l'èquip portàtil o semi-portàtil EN 62841 i la norma EN 60335-2-23 amb les especificacions per al maquinari per a la cura de la pell i dels cabells. Tot i això per a reduir el risc d'accident, és indispensable utilitzar l'eixugacabells amb una instal·lació elèctrica que té un interruptor diferencial espècific per a llocs humits. Per reduir el risc, als Estats Units s'aplica una norma més estricte, que preveu, entre d'altres, la incorporació d'un interruptor diferencial dins de l'endoll. Això ha de prevenir accidents en cases amb instal·lacions elèctriques obsoletes sense interruptor diferencial. Aquesta norma va reduir els accidents mortals de 15,6 per any (1980-1986) a 0,3.